# Damien : La Malédiction 2
Pour les articles homonymes, voir Malédiction (homonymie) et Damien.
Série La Malédiction
La Malédiction
(1976) La Malédiction finale
(1981)
Pour plus de détails, voir Fiche technique et Distribution.
Damien : La Malédiction 2 ou La Malédiction II au Québec (Damien: Omen II) est un film américano-britannique réalisé par Don Taylor et sorti en 1978.
Il fait suite à La Malédiction (1976) de Richard Donner. Après le décès de ses parents, Damien Thorn est élevé par son oncle Richard. Il intègre une école militaire avec son cousin Marc, mais de nouvelles morts étranges éveillent les soupçons de son oncle. Richard Thorn découvrira les circonstances de la mort de son frère et la véritable identité de son neveu, Damien, qui n'est autre que l'Antéchrist. En même temps, Damien le découvrira, et apprendra à contrôler le pouvoir du mal afin d'accomplir sa destinée.

## Synopsis
Une bonne semaine est passée après les obsèques de Robert et Katherine Thorn. Carl Bugenhagen se rend alors compte que Damien est toujours vivant. Il confirme à Michael Morgan que Damien est l'Antéchrist et essaie de signaler au tuteur de Damien qu'il n'est pas humain. Mais Morgan ne le croit pas. Bugenhagen l'accompagne à la ruine locale pour montrer la peinture murale du mur de Yigael, qui a été créée par un moine qui a vu le démon et il y a quelques visions au sujet de l'Antéchrist.
7 ans après, Damien a grandi et il habite à Chicago avec son oncle Richard Thorn et sa compagne tante Ann. Damien est très proche de son cousin Mark, qu'il considère comme son frère. À l'adolescence, ils entrent tous deux dans une académie militaire. Cependant, Damien est victime d'abus par la tante de son oncle, Marion, qui l'accuse de mauvaise influence sur Mark, cette dernière insiste pour que Damien et Mark soient séparés. Marion décède d'une crise cardiaque devant un corbeau en pleine nuit.
À la société Thorn Industries, Paul Buher dresse les opérations de la société, alors que le projet est mis de côté par Bill Atherton qui qualifie Buher d'obtenir des terres au processus dans le contraire de l'éthique. Pendant l'anniversaire de Mark, Buher invite Damien à voir une plante et signale sa prochaine initiation. Buher lance la réconciliation avec Atherton, puis Atherton tombe à travers la glace pendant le tournoi de hockey dans le lac gelé au matin.
Une journaliste nommée Joan Hart qui est une amie du Dr Charles Warren, débarque à Chicago et lance l'entretien avec Richard. Joan Hart questionne sur l'implication au sujet de son frère avec Carl Bugenhagen, Richard se met colère et rejette Joan Hart. Une fois que Joan Hart aurait vu le mur de Yigael, elle est horrifiée, puis se retrouve à l'académie et découvre Damien. Joan Hart fuit en panique, mais sa voiture est bloquée. Le corbeau surgit et agresse Joan Hart, elle est finalement tuée par un camion.
Cependant dans l'académie, le nouveau supérieur de Damien nommé  sergent Neff  montre qu'il est un sataniste secret. Damien découvre sa véritable nature ce qui entraîne sa fuite. Quelque temps plus tard , le Dr David Pasarian a été tué avec son assistant par du gaz toxique. Cet incident atteint la classe de Damien pendant la visite de l'usine. À l'hôpital, où les enfants sont emmenés un docteur remarque que l'ADN de Damien n'est pas humain et lance une enquête sur sa découverte, il sera ensuite tué par un câble d'ascenseur.
Cependant, la boîte de Bugenhagen est découverte dans les fouilles des ruines et est transféré au musée Thorn. 
Le Dr Warren découvre dans la boite les 7 poignards, les seules armes qui peuvent vaincre un démon, il lit une lettre  dévoilant la véritable identité de Damien (l'Antéchrist). 
Mark  surprend une conversation entre le Dr Warren et Richard.
Mark se retrouve alors confronté à Damien qui lui dévoile être le fils du Diable, Damien supplie Mark de se lier à lui, mais Mark refuse et Damien est alors obligé de tuer ce dernier en lui causant un anévrisme.
Choqué par le décès de son fils, Richard doit retourner à New York pour retrouver le Dr Warren. Richard découvre, à la suite de la mort du docteur, que Damien est bien l'Antéchrist. Richard récupère Damien et son diplôme.  Lorsqu'ils découvrent les poignards à l'intérieur du bureau du Dr Warren dans le musée, Ann poignarde Richard avec ces derniers , elle dévoile qu'elle est membre d'un rite sataniste. Damien entend ce qu' il se passe et autodétruit la chaufferie voisine, ce qui provoque un incendie, tuant Ann, qui est brûlée vive. Damien sort alors du musée incendié, un  chauffeur nommé Murray, prête alors attention à Damien, alors que les pompiers arrivent.

## Fiche technique
Sauf indication contraire, les informations mentionnées dans cette section peuvent être confirmées par les bases de données cinématographiques IMDb et Allociné,  présentes dans la section « Liens externes ».
- Titre original : Damien: Omen II
- Titre français : Damien : La Malédiction 2
- Titre québécois : La Malédiction II
- Réalisation : Don Taylor
- Scénario : Stanley Mann et Mike Hodges, d'après une histoire de Harvey Bernhard, basé sur des personnages créés par David Seltzer
- Musique : Jerry Goldsmith
- Décors : Fred Harpman et Philip M. Jefferies
- Photographie : Bill Butler et Gilbert Taylor (crédité Gil Taylor, extérieurs en Israël)
- Son : Theodore Soderberg, Paul Wells, Douglas O. Williams
- Montage : Robert Brown
- Production : Harvey Bernhard
  - Production déléguée : Mace Neufeld
  - Production associée : Joseph Lenzi
  - Coproduction : Charles Orme
- Sociétés de production : Harvey Bernhard Productions et Twentieth Century Fox, en association avec Mace Neufeld Productions
- Société de distribution : Twentieth Century Fox (États-Unis)
- Budget : n/a
- Pays de production :  États-Unis[1],  Royaume-Uni
- Langue originale : anglais
- Format : couleur (DeLuxe) — 35 mm — 2,35:1 (Panavision) — son Mono
- Genre : horreur, fantastique, thriller
- Durée : 107 minutes
- Dates de sortie[2] :
  - États-Unis : 9 juin 1978
  - France : 16 août 1978
- Classification :
  - États-Unis : interdit aux moins de 17 ans (R – Restricted)[N 1]
  - France : interdit aux moins de 12 ans[3]
  - Québec : 13 ans et plus (13+ / 13 years and over)

## Distribution
- William Holden (VF : Jean Martinelli) : Richard Thorn
- Lee Grant (VF : Nicole Favart) : Ann Thorn
- Jonathan Scott-Taylor (VF : Éric Baugin) : Damien Thorn
- Robert Foxworth (VF : Bernard Murat) : Paul Buher
- Nicholas Pryor (VF : Jean Roche) : le docteur Charles Warren
- Lew Ayres (VF : Claude Joseph) : Bill Atherton
- Sylvia Sidney (VF : Lita Recio) : tante Marion
- Lance Henriksen (VF : Philippe Ogouz) : le sergent Daniel Neff
- Elizabeth Shepherd (VF : Nadine Alari) : Joan Hart
- Lucas Donat (VF : Gilles Laurent) : Mark Thorn
- Allan Arbus (VF : Alain Dorval) : Pasarian
- Fritz Ford (VF : Raymond Loyer) : Murray
- Meshach Taylor (VF : Med Hondo) : le docteur Kane
- John J. Newcombe (VF : Thierry Bourdon) : Teddy
- John Charles Burns : Butler
- Ian Hendry (VF : Georges Riquier) : Michael (non crédité)
- Leo McKern : Carl Bugenhagen (non crédité)
- Robert E. Ingham (VF : William Sabatier) : le prof

## Production

### Attribution des rôles
William Holden a déjà été sollicité pour jouer le rôle de Robert Thorn dans le premier volet mais a refusé, ne voulant pas jouer dans un film sur le Diable. Après le succès commercial du film, il accepte finalement de tenir le rôle du frère de ce dernier dans cette suite.

### Tournage
Le tournage s'est déroulé aux États-Unis, notamment dans les 20th Century Fox Studios de Century City, dans l'Illinois (Chicago, Lake Forest), dans le Wisconsin (Delafield, Eagle River, Lake Geneva) et en Israël (Acre et Kokhav ha Yarden), du 2 octobre 1977 à janvier 1978.
Le réalisateur Mike Hodges avait déjà commencé à tourner quelques scènes. Mais il est vite remplacé par Don Taylor, en raison de divergences artistiques avec la production. Les scènes en question (l'usine, l'école militaire, le dîner où tante Marion s'inquiète pour Damien) seront cependant conservées dans le montage final.

### Musique
Bandes originales de La Malédiction
La Malédiction
(1976) La Malédiction finale
(1981)
La musique du film est composée par Jerry Goldsmith, comme pour le premier film. Il l'a d'abord enregistré aux États-Unis, mais la B.O. doit être réenregistrée en Angleterre pour des raisons financières. Les enregistrements sont dirigés par Lionel Newman. Varèse Sarabande édite en 2001 la totalité des enregistrements.
Liste des titres
1. Main Title (5:03)
2. Runaway Train (2:38)
3. Claws (3:14)
4. Thoughtful Night (3:05)
5. Broken Ice (2:19)
6. Fallen Temple (2:55)
7. I Love You, Mark (4:37)
8. Shafted (3:00)
9. The Knife (3:21)
10. End Title (All The Power) (3:24)
Titres supplémentaires de la réédition
11. Main Title (2:03)
12. Face of the Antichrist (2:20)
13. Fallen Temple (1:33)
14. Aunt Marion's Visitor (:36)
15. Another Thorn (1:18)
16. A Ravenous Killing (3:07)
17. Snowmobiles (1:11)
18. Broken Ice (2:21)
19. Number of the Beast (1:33)
20. Shafted (3:00)
21. The Daggers (1:56)
22. Thoughtful Night (2:36)
23. I Love You, Mark (4:12)
24. Runaway Train (1:10)
25. The Boy Has To Die (1:24)
26. All The Power and End Title (3:14)

## Distinctions
Source : Internet Movie Database

### Récompenses
- Motion Picture Sound Editors 1979 :
  - Golden Reel Award des meilleurs effets sonores et bruitages dans un film
  - Golden Reel Award du meilleur montage son – Dialogues
- International Film Music Critics Association 1998 : FMCJ Award du meilleur album compilation pour Jerry Goldsmith

### Nomination
- Academy of Science Fiction, Fantasy and Horror Films - Saturn Awards 1979 : meilleurs effets spéciaux pour Ira Anderson Jr.

## Éditions en vidéo
En France, le film Damien : La Malédiction 2 est sorti en DVD le 22 juin 2005. Le film est également sorti en VOD le 1er septembre 2020.